# Andrew Johns
Andrew Johns (Peterborough, 23 settembre 1973) è un triatleta britannico.
Si è laureato due volte campione europeo di triathlon, rispettivamente nel 1998 e nel 2000. Ha vinto la medaglia di bronzo ai campionati del mondo di triathlon di Cancún, Messico.

## Titoli
- Coppa del mondo di triathlon - 1999
- Campione europeo di triathlon (Élite) - 1998, 2000